# Gwidon z Anderlechtu
Gwidon z Anderlecht, znany też jako Biedaczyna z Anderlechtu, właśc. nid. Guido van Anderlecht (ur. ok. 950 w Anderlechcie, zm. 12 września 1012 tamże) – pokutnik i pielgrzym, święty Kościoła katolickiego.
Gwidon urodził się w brabanckiej rodzinie wieśniaczej. Będąc bardzo pobożnym człowiekiem, postanowił oddać się na służbę Bogu. Został kościelnym w Laeken. Odwiedzał chorych i ubogich wspomagając ich ze skromnego uposażenia. Chcąc zdobyć dodatkowe fundusze wszedł w spółkę z kupcem z Brukseli. Gdy znalazł się blisko ruiny będąc zbyt chciwym rozpoczął surową pokutę i zaczął pielgrzymować. Udał się pieszo do Rzymu i Ziemi Świętej, odwiedzał najsłynniejsze sanktuaria.
Trudy pielgrzymek, głód, zimno i gorączka przyczyniły się do utraty zdrowia. Zmarł niebawem po powrocie do Anderlechtu. Sława pielgrzyma pokutnika przyczyniła się do tego, że jego pogrzeb był wielką manifestacją.

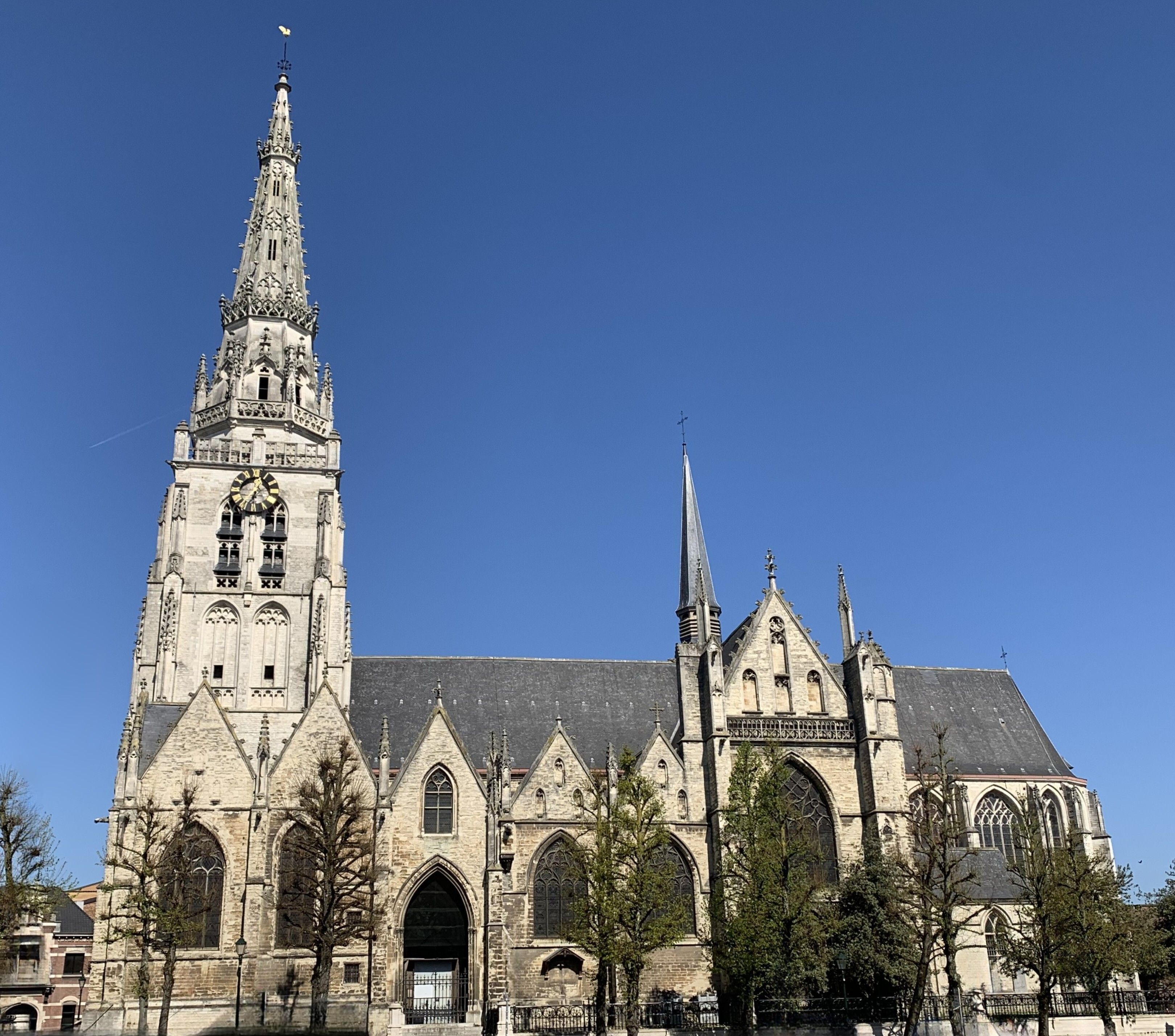
Zabytkowy kościół św. Gwidona w Anderlechcie.

Zapomniany przez lata, pamięć o Gwidonie przywróciło wydarzenie z koniem, który kopytem podczas uprawy roli rozkopał jego grób. Przy tym grobie zaczęły dziać się cuda, a miejsce otoczono kultem. W 1076 roku jego szczątki przeniesiono do pobliskiego kościoła. W 1112 roku biskup z Cambrai Odoard uroczyście ekshumował zwłoki i przeprowadził kanoniczne rozpoznanie relikwii. W krótkim czasie wybudowano w tym miejscu kościół pod wezwaniem świętego.
Na przestrzeni lat, z powodu wojen, umieszczano relikwie w różnych miejscach, aż w końcu zostały zniszczone przez protestantów w XVIII wieku.
Kult Gwidona rozprzestrzenił się po całych Niderlandach (Belgia i Holandia), Francji i Niemczech, a w rodzinnym mieście powstało bractwo jego imienia. Urządzano tu co roku ludowe manifestacje i popisy obrzędowe.
Jego kult do dziś jest żywy w Belgii, gdzie jest patronem Anderlechtu. Patronuje również kościelnym, pielgrzymom, wielu chorym, koniom pociągowym, rogatym zwierzętom i stajniom oraz jest orędownikiem rolników. Jego wspomnienie liturgiczne przypada 12 września.
W ikonografii św. Gwidon przedstawiany jest jako pielgrzym, czasami w otoczeniu zwierząt domowych lub przy pracy na roli.